# Mänskliga rättigheter i Somalia
Mänskliga rättigheter i Somalia är något som långt ifrån är uppfyllt. Detta sammanhänger bland annat med den instabila politiska situationen i landet. En centralregering har saknats ända sedan president Mohamed Siad Barre flydde från landet 1991. Även under hans regim förekom ofta brott mot de mänskliga rättigheterna. 
Sveriges utrikesdepartementet har publicerat en rapport om mänskliga rättigheter i Somalia 2015–2016.